# Couvent des Sœurs noires de Bourbourg
Le couvent des Sœurs noires de Bourbourg est un ancien couvent du Tiers-Ordre franciscain situé à Bourbourg, en Flandre maritime, dans l'actuel arrondissement de Dunkerque. Accueillant des religieuses, prononçant les trois vœux de pauvreté, chasteté, obéissance, vouées à un rôle hospitalier, l'établissement disparait au moment de la Révolution française.

## Histoire
L'origine du couvent et de l'hôpital associé, dit de Saint-Jean, est mal connue, les titres de fondation ayant disparu. Son existence a été heurtée. Certains auteurs attribuent sa création au comte de Vendôme, en 1385, pour accueillir les pèlerins arrivant en grand nombre, à la suite du « miracle » de l'Église Notre-Dame de Bourbourg en 1383 lors de la croisade d'Henri le Despenser : un soldat frappe une statue de Marie, mère de Jésus d'un coup d'épée, du sang en sort et le militaire meurt dans de terribles convulsions. Parmi ces pèlerins, il y aurait eu de nombreux Bretons, en expiation du forfait de 1383 commis par un compatriote. Mais l'établissement existait déjà avant 1385 : en 1249, l'abbaye Saint-Bertin de Saint-Omer établit une charte dans laquelle elle donne au maître et aux frères de la maison de Saint-Jean de Bourbourg, une maison, un verger et un pré, situés à Bourbourg et appartenant auparavant à Baudouin, doyen de la ville, contre une redevance annuelle au profit de l'abbaye. Un texte de 1429 va venir rappeler cet acte. Il y aura une donation d'un comte de Vendôme avec d'autres seigneurs pour pouvoir recevoir les pauvres passants et malades qui passent chaque jour par la ville mais en 1436 (95 mesures de terre soit de l'ordre de 42 hectares) et non en 1385.
Il semble qu'en 1249, l'hôpital et le couvent étaient dirigés par des religieux, un supérieur et des frères, remplacés à une date inconnue par des laïcs.
Les laïcs gestionnaires de l'hôpital ont été plus tard accusés de détourner pour eux les profits de la fondation. En conséquence, le 1er septembre 1456, à la demande et sur la plainte des échevins de Bourbourg, l'évêque de Thérouanne, Henri de Lorraine-Vaudémont, remplace les desservants de l'hôpital par quatre religieuses dites « sœurs grises du Tiers-Ordre de Saint-François » ou Tiers-Ordre franciscain. Dès lors, la gestion de l'établissement est unanimement louée.
En 1458, le châtelain de Bourbourg, Louis de Luxembourg-Saint-Pol, établit un rapport et dénombrement des biens de la châtellenie à destination du duc de Bourgogne Philippe le Bon, son suzerain. Il en ressort que « l'hospital Saint-Jehan », en flamand de France Saint Jans Gasthuys,  est une maison de la ville où on héberge les pauvres passants. Lui appartiennent plusieurs terres, rentes, revenus, gérés par les échevins de Bourbourg.
La première « Mère supérieure » mise en place par l'évêque de Thérouanne en 1456 est sœur Magdeleine Deckens, le prélat avait envoyé quatre religieuses.
Le 25 octobre 1664, le roi de France Louis XIV accorde à l'établissement la diminution des impositions sur ses terres, le monastère reçoit l'équivalent en aumônes.
Les actes de profession de foi et de vêture de l'habit (habit régulier gris dit de pénitence du tiers ordre avec scapulaire, corde, voile[réf. à confirmer]), sont rédigés en flamand de 1666 à 1680.
En avril 1670, le magistrat (l'autorité gestionnaire) de la ville et de la châtellenie administre temporairement les biens temporels de l'hôpital car il existe des tensions entre les religieuses et leurs directeurs spirituels, les Récollets, lesquels désignent un « visiteur ». Le magistrat de Bourbourg envoie un délégué vers l'évêque de Saint-Omer, le diocèse de Saint-Omer, ayant succédé à celui de Thérouanne, pour obtenir l'envoi de trois sœurs supplémentaires pour le couvent. À cette date, l'établissement ne compte que huit religieuses dont certaines trop âgées pour remplir leur mission. En avril 1672, quatre professes (religieuses ayant prononcé les vœux), supplémentaires arrivent dans la maison.
À partir de cette année 1672, un père récollet de Gravelines, muni de commission par le ministre provincial des récollets de la province de saint Antoine en Artois, assiste aux professions (on fait profession après une année entière de noviciat) des futures religieuses, procède à la vêture ou reçoit les vœux de la postulante. De même, le couvent a pour confesseur un moine récollet de Gravelines
En décembre 1672, Louis XIV attribue aux chevaliers de l'ordre royal de Notre-Dame du Mont-Carmel et de Saint-Lazare de Jérusalem, les biens de tous les hôpitaux, des maladreries, etc. n'appliquant pas les règles de leur institution pour l'hébergement des malades. La décision amène la protestation des religieuses qui réclament une exception. Mais elles ne peuvent prouver leurs anciens privilèges : les titres de fondation de l'hôpital, montrant que de tout temps, on y soulage les malades, blessés, etc. ont disparu lors d'un des passages de troupes à Bourbourg, ce qui s'est produit à de très nombreuses reprises. Un arrêt de la cour royale en date du 17 mai 1678, ordonne au bailli de Bourbourg de rassembler les témoignages relatifs à la réalité de l'hospitalité pratiquée par les sœurs grises, en présence des deux parties. Finalement, elles gardent l'établissement, ce qui suppose qu'elles ont pu prouver la véracité et l'ancienneté de leur action.
À partir de 1680, on les appelle de plus en plus « Sœurs noires » et ce nom apparait dans les actes à partir de juin 1731, Bourbourg faisant partie des couvents ayant laissé la tenue grise pour adopter le noir
En décembre 1691, un arrêté du roi demande un recensement des biens de l'hôpital, qui sont biens de mainmorte, c'est-à-dire inaliénables et exemptés de droits de mutation. La supérieure en dresse alors l'énumération complète depuis leur arrivée en 1456, en incluant ceux provenant des donations, des dots des sœurs, les legs, achats, etc..
Le document établi à cette occasion donne des informations sur le fonctionnement de l'institution : l'établissement abrite une révérende mère et des religieuses. Les personnes accueillies à l'hôpital peuvent y passer trois nuits de suite. Le couvent accueille à ce moment 17 religieuses auxquelles s'ajoutent 6 autres chargées des soins donnés aux malades de l'ancienne maison des lépreux de Bourbourg, alors en mauvais état. Cet autre hôpital dit Saint-Nicolas, ou encore Saint-Jacques, à l'origine léproserie, date de 1142 au moins, à l'époque du châtelain Henri de Bourbourg de la famille de Bourbourg. Les religieuses chargées de ces malades spécifiques reçoivent une rémunération assise sur les revenus de l'hôpital Saint-Nicolas.
Le texte de 1691 révèle également que le couvent-hôpital ne dispose pas d'un revenu suffisant pour faire face à ses charges, à l'entretien des religieuses, et à la prise en charge des voyageurs pauvres. Les sœurs le complètent par leur travail, par les montants reçus des malades soignés en ville, par les dons reçus à titre d'aumône. Souvent le roi lui-même, reconnaissant les services rendus, leur fait remise d'impôts dus.
Vers 1700, l'hôpital Saint-Jean reçoit du mobilier de l'ancien hôpital et léproserie Saint-Jacques de Bourbourg, celui-ci tombant en ruines à la suite des ravages des guerres, le magistrat de la ville n'estimant pas utile de le réédifier. Ces meubles servirent à équiper une chambre réservée aux malades pauvres de la châtellenie et du pays de Langle. Toutefois en 1769, la ville ayant fait construire un nouvel hôpital récupéra les biens venant de l'ancien hôpital Saint-Nicolas pour en équiper le nouvel établissement.
Les religieuses décédées entre 1756 et 1766 ont été enterrées dans l'église du couvent, celles mortes entre 1779 et 1791 ont été inhumées dans le cimetière de l'établissement.

## Disparition
Le 6 mars 1790, les premières mesures prises lors de la Révolution française, qui vont aboutir à la suppression des ordres religieux et des couvents, s'appliquent : on procède en juillet à l'inventaire des meubles, des effets, au recensement des biens fonciers et autres biens. Deux procès-verbaux sont dressés en octobre et novembre 1790. En octobre, a été établie la liste de tous les papiers et archives de l'hôpital, en trois exemplaires, un pour le district de Bergues, un pour l'hôpital lui-même et un troisième pour le greffe. En novembre, l'exemplaire du district y a été déposé.
Ces actes décidés par l'Assemblée nationale se déroulent sans tension particulière. En revanche, le 15 mars 1790, la municipalité ordonne à l'hôpital de prendre en charge les pauvres, malades, blessés, vieillards, infirmes de la ville et châtellenie. En avril, les religieuses protestent, déclarant cette demande contraire aux motifs de la création de l'établissement (accueil des pauvres et malades de passage), toutefois elles acceptent de recevoir les malades si la ville fournit la place (les locaux) et les revenus utiles à cette fin. La municipalité tente en mai d'y installer un malade, les religieuses refusent, la ville ordonne leur expulsion sous trois mois. Cela n'eut pas lieu, la ville n'obtenant pas le soutien de ses autorités supérieures. La ville a voulu prendre sa revanche en vendant, en avril 1791, des biens de l'hôpital le considérant d'abord comme une maison religieuse, ignorant ainsi une décision de novembre 1790 de l'Assemblée nationale ajournant cette mesure pour les hôpitaux. Les sœurs font un recours devant le directoire du département et obtiennent satisfaction
Malgré l'opposition de la municipalité, les sœurs agissent pour que leur activité hospitalière soit mise en avant et retenue : elles obtiennent le maintien en place de la cloche de leur église, évitent la fermeture de l'établissement. Le 23 août 1791, le département prend un arrêté rangeant le couvent dans les congrégations hospitalières (pouvant donc rester ouvert) et lui rendant ses biens, y compris ceux déjà vendus. Le 20 janvier 1792, le département annule les ventes déjà faites malgré les inquiétudes des acquéreurs face aux réclamations des sœurs noires.
Les sœurs noires adoptent une attitude considérée, par la municipalité  et surtout la société populaire de Bourbourg, comme provocatrice et contraire à l'esprit public favorable à la Révolution : « un récollet de Gravelines vient dire la messe en 1792-1793, les sœurs portent toujours leur tenue de religieuse, continuent l'exercice du culte dans les mêmes conditions qu'avant la révolution comme si la constitution civile du clergé n'avait pas été adoptée. La cloche de leur église sert de signal à tous les réfractaires à la nouvelle situation».
Le 26 juillet 1792, la supérieure Scolastique Legros écrit aux administrateurs du district une lettre pour défendre les droits de l'institution, elle refuse en octobre 1792 de donner l'or et l'argenterie de la chapelle aux commissaires chargés d'en prendre possession.
Le couvent se maintient jusqu'en 1793. Mais cette année là, tout s'accélère. La France est en guerre, les révolutionnaires se raidissent, le monastère est de nouveau suspecté d'être un foyer de contre-révolution. La supérieure écrit au district de Bergues pour protester contre les décisions du procureur de la commune qui a fait enlever la cloche et les vases sacrés de l'hôpital, au mépris, selon elle, d'une décision ministérielle du 3 août 1792. Elle signe « Sœur Scolastique Legros, citoyenne et supérieure des hospitalières de Saint-Jean ». La supérieure défend son établissement avec acharnement devant le tribunal criminel de Douai et obtient un nouveau sursis en juillet. La procédure qui a duré de décembre 1792 à juillet 1793, est présentée dans un bulletin de la société d'études de Cambrai.
En août 1793, Dunkerque est assiégée jusqu'à la victoire remportée lors de la bataille de Hondschoote, les révolutionnaires voient des ennemis partout, les esprits se radicalisent, inventaires, enquêtes, accusations d'insoumission, s'enchaînent jusqu'à un jugement et l'incarcération, suivies de justifications et requêtes. Les religieuses sommées de quitter leur habit religieux refusent, ce qui vaut à la supérieure et à 8 d'entre elles d'être arrêtées le 18 brumaire an II (8 novembre 1793), et conduites à Bergues pour être détenues dans la maison d'arrêt du district puis d'être emprisonnées à Arras, dans la maison des orphelines. Le 7 frimaire an II (27 novembre 1793), la cloche de l'église est envoyée à la Monnaie de Lille.
il ressort des inventaires dressés que les sœurs n'avaient que très peu d'archives : leurs livres de comptes et un registre de parchemin portant le nom des religieuses, ouvert en 1631 par un prêtre Pierre Caron, sans doute vicaire à Bourbourg, le curé de la paroisse étant Nicolas de Cock de 1613 à 1633.
La chute de Robespierre permet à Scholastique Legros d'éviter la mort. Elle est retrouvée un temps à Augsbourg en Bavière. Elle peut s'y être réfugiée ou elle a été victime de condamnation à la déportation. Avant de rentrer à Bourbourg, vers 1801 ou 1802, elle se fait établir un certificat attestant de sa conduite de bonne chrétienne par l'archevêque de Paris Antoine-Éléonor-Léon Leclerc de Juigné, également émigré à Augsbourg à cette date. Elle meurt à Bourbourg le 4 novembre 1806, âgée de 54 ans.
D'autres sœurs vont être délivrées, on les retrouve titulaires d'une pension ecclésiastique les années suivantes.
Dès l'arrestation des religieuses, les bâtiments et jardins sont loués ou vendus à des particuliers.
Le 21 prairial an III (9 juin 1795), les jardins du couvent sont loués aux risques et périls du loueur si l'hôpital reprenait ses activités. puis l'ensemble des biens du couvent est liquidé : 179 mesures de terre (environ 80 hectares) sont mises en vente dont une ferme de 90 mesures (40 hectares) à Looberghe.

## Mères supérieures
Les noms de vingt-quatre mères supérieures ont pu être retrouvés dans les archives. L'énumération concerne essentiellement les XVIIe et XVIIIe siècles. Les supérieures dont les noms sont arrivés jusqu'à nous n'appartiennent pas à la noblesse. Elles proviennent de toute la région. L'énumération qui en est faite ne permet pas d'établir de façon sûre l'ordre de succession des supérieures. Georges Dupas en donne la liste dans son ouvrage publié en 2000.

## Postérité
- Il ne reste rien de l'ancien couvent et de l'antique hôpital. Toutefois, l'hôpital Saint-Jean avait donné son nom à l'hospice qui existe dans la ville de Bourbourg au XIXe siècle[19]. Cet ancien hospice Saint-Jean a fait l'objet d'un classement partiel (façades, toitures) au titre des monuments historiques en 1983[38].
- Bourbourg était traversée jusqu'aux années 1930 par un canal intérieur appelé le Schipstadt. Différents ponts franchissaient ce cours d'eau dont celui des Sœurs Noires, rappelant le passé de la ville. Le Schipstadt a été couvert depuis ce qui a amené la disparition de plusieurs ponts dont celui des Sœurs noires[39].
- Le registre de parchemin commencé en 1631, déjà évoqué, est parvenu jusqu'à notre époque. Il s'agit d'un recueil de format in-octavo (15 x 21 cm), relié en cuir brun, le dos et les plats étant encadrés d'un double filet doré. Les plats portent chacun, en leur centre, un fer doré représentant, dans un ovale rayonné au milieu d'étoiles :

1. au 1er, Jésus-Christ en croix entre deux personnages auréolés à genoux, probablement Marie (mère de Jésus) et François d'Assise
2. au 2e, une Vierge à l'enfant, couronnée, avec de part et d'autre l'inscription Santa Maria Mère de Dieu[6].

- En 1821, la ville a racheté l'emplacement de l'hôpital pour y tenir un marché aux vaches[32].